# César Cascabel
César Cascabel (César Cascabel) es una novela del escritor francés Julio Verne prepublicada en la Magasin d’Education et de Récréation desde el 1 de enero hasta el 15 de diciembre de 1890 y publicada en dos tomos el 17 de julio y el 6 de noviembre de ese mismo año.
La familia Cascabel, después de haber hecho las delicias de los estadounidenses con su espectáculo de circo durante muchos años, deciden regresar a su Francia natal, partiendo de Sacramento (California). Sin embargo, al emprender el viaje son robados sus ahorros, por lo que se ven obligados a regresar a través de Alaska, a fin de utilizar el estrecho de Bering y ahorrarse el precio del viaje en barco.

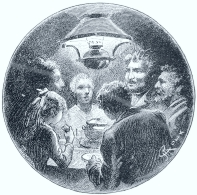

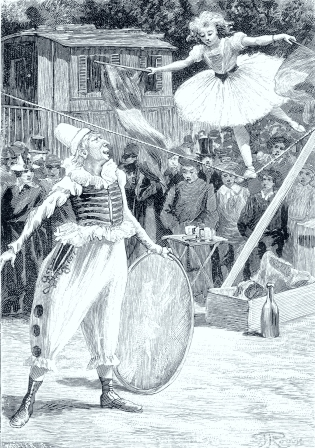

## Argumento
La familia de cirqueros Cascabel, después de haber sido la delicia de niños y adultos durante muchos años en los Estados Unidos, deciden regresar a su Normandía natal. Al partir de Sacramento rumbo a Nueva York, son asaltados, lo que los obliga a cambiar su itinerario para ir por vía terrestre y cruzar el estrecho de Bering en su casa rodante.
Al pasar por Alaska, recibirán dos adiciones más: el explorador ruso Serge y la india Kayette, justo cuando Serge acaba de ser atacado por malhechores que han matado a su ayudante. La joven india se gana el aprecio de la familia y es adoptada por Serge, al mismo tiempo que el joven Jean se enamora de ella.
Al pasar por el Estrecho de Bering, la casa rodante sufre una desgracia.

## Comentarios
- Los  Cascabel y su compañía no tienen pasaporte ruso, así que los rusos no les dejan entrar en Alaska; pero al pasar ese territorio a ser de dominio estadounidense, de pronto se ven libres de ese impedimento.

- Dentro de los "Viajes extraordinarios", a este libro le corresponde la exploración de los territorios de Alaska y Siberia.

## Personajes

### Latroupede César Cascabel
- César Cascabel, 45 años, cabeza de familia. Sobresale en los ejercicios de fuerza.
- Cornelia Cascabel, de 40 años,  esposa de César Cascabel. No es menos robusta que su marido.
- Jean Cascabel, 19, su hijo mayor. Malabarista de la compañía.
- Alexander Cascabel llamado Sandre, el hijo menor, de 12 años. Practica el contorsionismo.
- Napoleona Cascabel, hija, de 8 años, bailarina de cuerda floja.
- Ned Harley, alias Clou-de-Girofle, de 35 años, contratado en América como payaso por César Cascabel.
- Wagram, perro de aguas, muy hábil en la caza.
- Marengo, caniche, sabio y espiritual.
- John Bull, el mono.
- Jako, loro nativo de Java, que habla diez horas de cada doce.
- Vermouth, caballo de la compañía.
- Gladiator, caballo de la compañía.
- La "Belle-Roulotte", apodo de la caravana de la familia de Cascabel.

### Los demás personajes
- Serge Narkine, 45, conde ruso, exiliado político. Escapó de Siberia.
- Kayette, 15 a 16 años, joven india, huérfana.
- Sir Edward Turner, baronet inglés, arrogante, enamorado de su nacionalidad.
- William J. Morlan, de los EE. UU. vendedor de cajas de seguridad.
- Chu, Tchouk, 50 años aproximadamente, jefe nativo de las islas Liakhoff.
- Ortik, de 40 años, marinero ruso.
- Kirschef, de 35 años, marinero ruso.
- Iván, de 30 años, criado del Conde Narkine. Muere durante el asalto.
- Ro-No, guía de origen indio.
- El Dr. Harry, médico en Sitka. Atiende al conde Narkine.

## Lista de capítulos

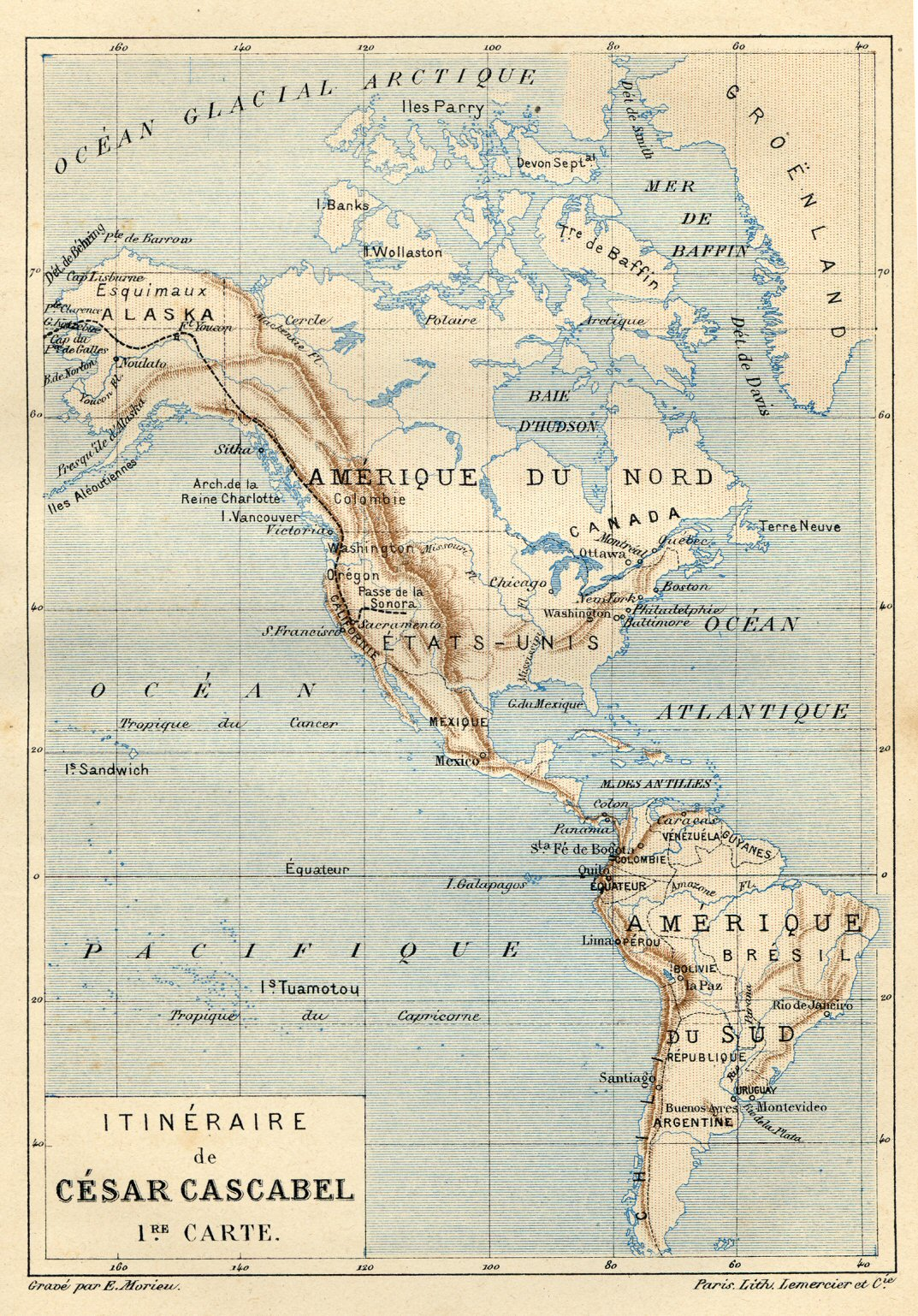
Primera etapa del viaje.

### Primera parte
- I Fortuna reunida.
- II Cascabel y su familia.
- III Sierra Nevada.
- IV Firme resolución.
- V Se inicia la marcha
- VI Prosigue el viaje
- VII Cruzando el Caribú.
- VIII La aldea de los coquins.
- IX ¡No se pasa!

### Segunda parte

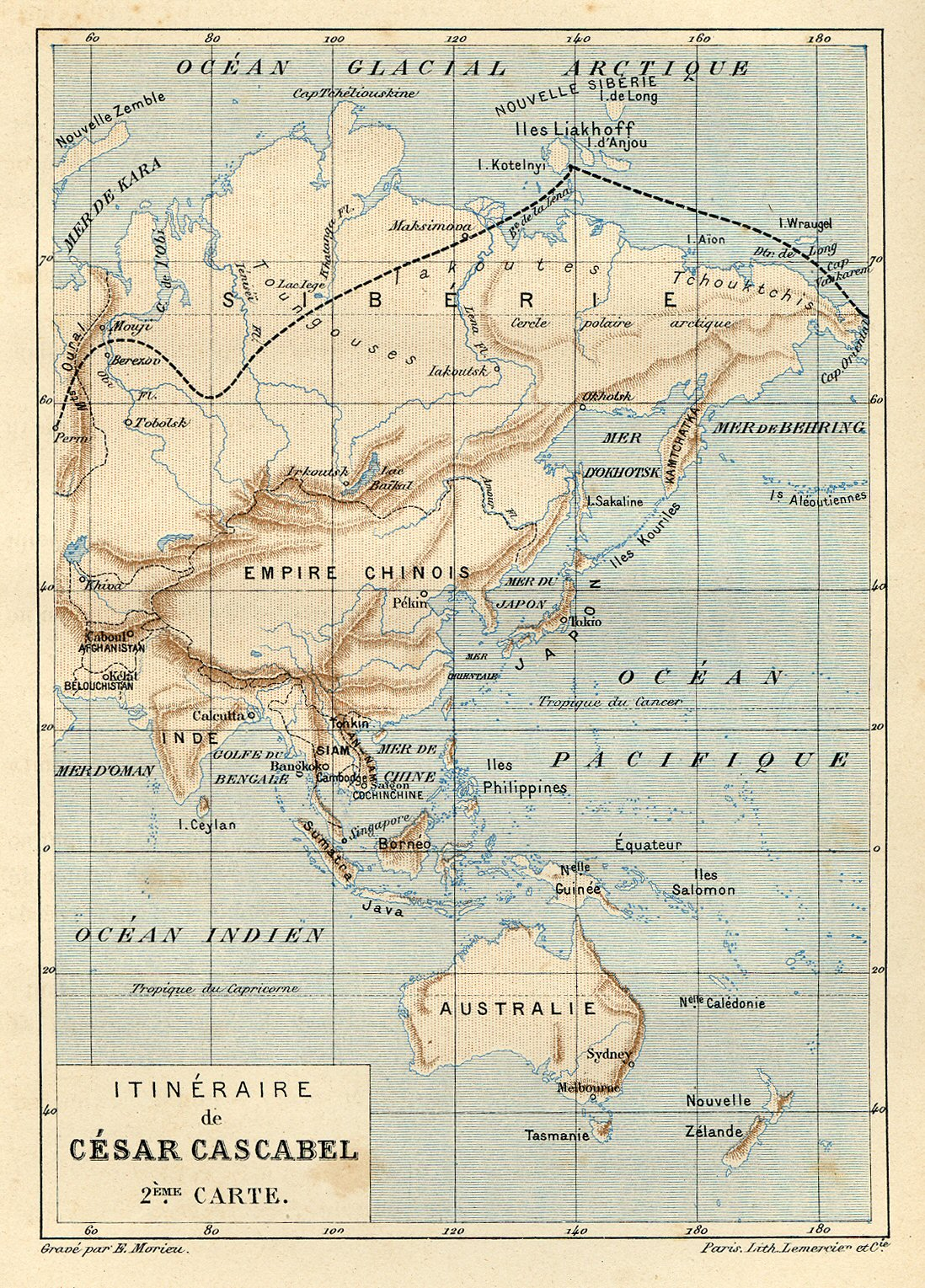
Segunda etapa del viaje.

- I Kayette.
- II Sitka.
- III Hacia el Fuerte Yukón.
- IV Una astucia de Cornelia Cascabel.
- V A Port Clarence.
- VI Port Clarence.
- VII Adiós al nuevo continente.

### Tercera parte
- I En el estrecho de Bering.
- II Entre dos corrientes.
- III Derivando con los hielos.
- IV Del 10 de noviembre al 2 de diciembre.
- V En las Islas de Liájov.
- VI La invernada de las islas.
- VII La estratagema de papá Cascabel.

### Cuarta parte
- I El país de los yakutos.
- II Se llega al río Obi.
- III Camino de los Urales.
- IV Los Montes Urales.
- V Fin de un viaje que aún no concluye.
- VI Una jornada angustiosa.
- VII Un final muy aplaudido.
- VIII Conclusión.

## Adaptaciones

### Televisión
- 2001: "César Cascabel". Animación. De la colección "Los viajes fantásticos de Julio Verne" ("Les Voyages fantastiques de Jules Verne"). La Fabrique, Télé Images Création, France 3. Francia.
  - Prod.: Jean-François Laguionie.
  - Gerente de producción: Katia Besimensky.
  - Guion: Fabrice Ziolkowski.
  - Dir.: Gilles Gay.

## Traducciones
- - César Cascabel, traducción de Mauro Armiño; prólogo de Eduardo Martínez de Pisón. Madrid, 2015.